# مارابو (شکلات)

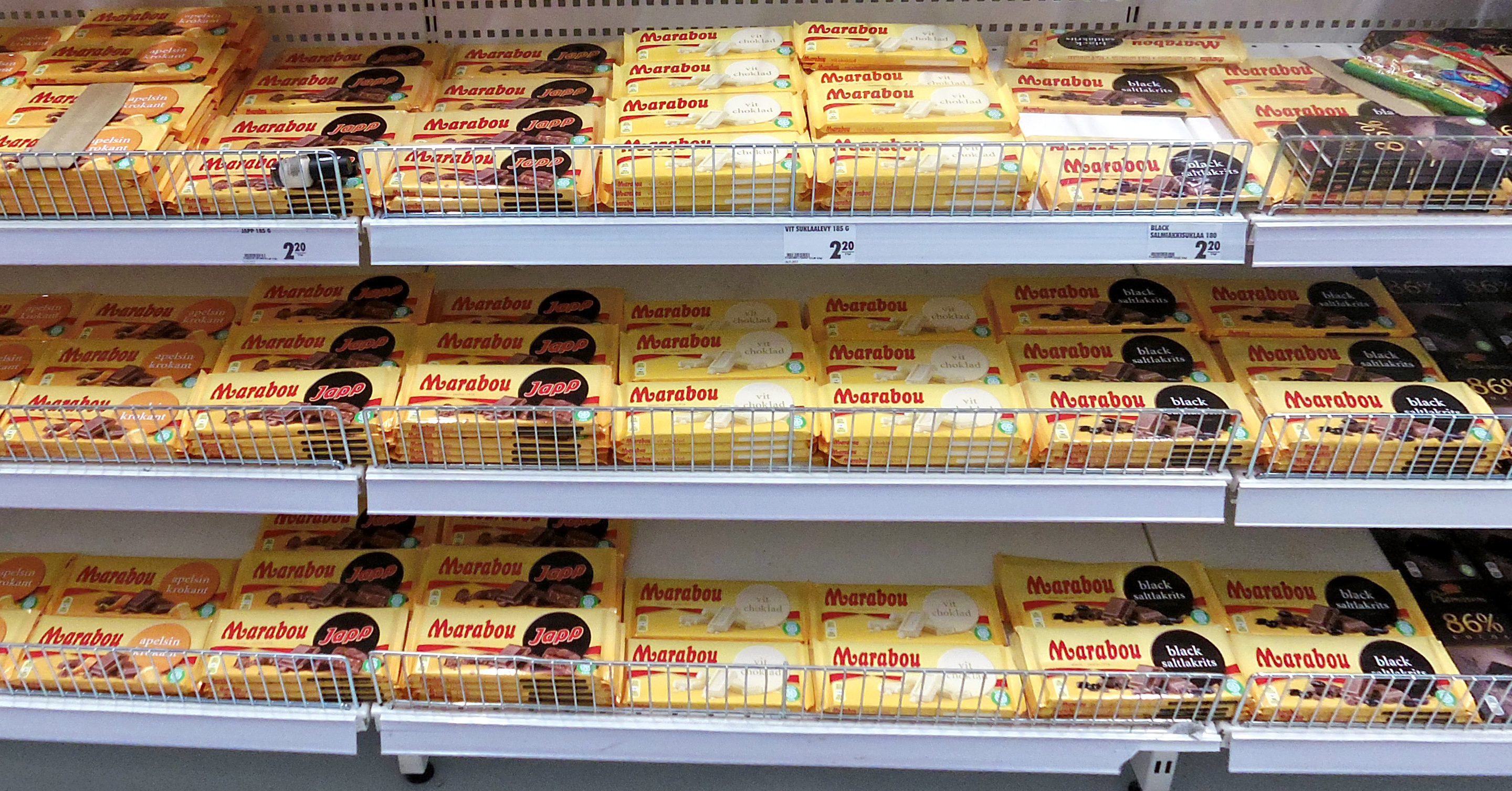
تخته های شکلات مارابو در فروشگاهی در توری فنلاند

مارابو (به انگلیسی: Marabou) یک برند شکلات سوئدی و نروژی است که متعلق به موندلیز است.